# Gale Schisler

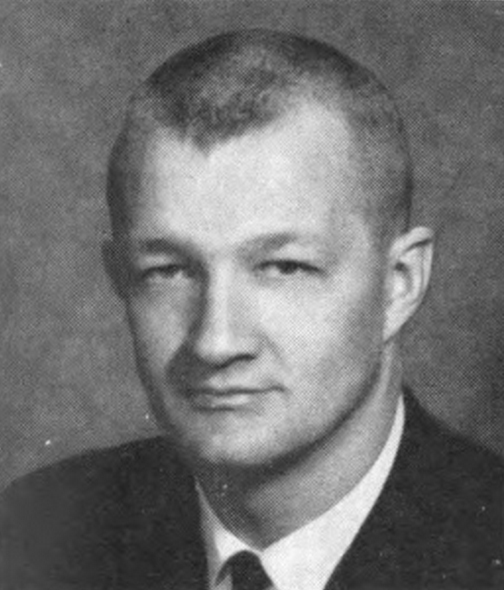
Gale Schisler, 1965

Darwin Gale Schisler (* 2. März 1933 im Knox County, Illinois; † 2. Februar 2020 in London Mills, Illinois) war ein US-amerikanischer Politiker. Zwischen 1965 und 1967 vertrat er den Bundesstaat Illinois im US-Repräsentantenhaus.

## Werdegang
Gale Schisler besuchte die öffentlichen Schulen seiner Heimat und danach bis 1951 die Abingdon High School. Zwischen 1952 und 1955 diente er in der United States Air Force. Anschließend studierte er bis 1959 an der Western Illinois University. Zwischen 1959 und 1964 arbeitete er als Lehrer und Trainer an der London Mills Junior High School. Zwischenzeitlich absolvierte er im Jahr 1962 das Northeast Missouri State Teachers College in Kirksville. Gleichzeitig schlug er als Mitglied der Demokratischen Partei eine politische Laufbahn ein.
Bei den Kongresswahlen des Jahres 1964 wurde Schisler im 19. Wahlbezirk von Illinois in das US-Repräsentantenhaus in Washington, D.C. gewählt, wo er am 3. Januar 1965 die Nachfolge des Republikaners Robert T. McLoskey antrat. Da er im Jahr 1966 nicht bestätigt wurde, konnte er bis zum 3. Januar 1967 nur eine Legislaturperiode im Kongress absolvieren. Diese war von den Ereignissen des Vietnamkrieges und der Bürgerrechtsbewegung geprägt.
Zwischen 1967 und 1969 leitete Gale Schisler die Staatsbehörde Illinois Office of Intergovernmental Cooperation; von 1968 bis 1980 gehörte er dem Repräsentantenhaus von Illinois an. Seinen Lebensabend verbrachte er in London Mills.